# Cryptanthus crassifolius
Cryptanthus crassifolius är en gräsväxtart som beskrevs av Elton Martinez Carvalho Leme. Cryptanthus crassifolius ingår i släktet Cryptanthus, och familjen Bromeliaceae. Inga underarter finns listade i Catalogue of Life.